# Giuliano (figlio di Costantino III)
Giuliano (latino: Iulianus; ... – 411) fu il figlio dell'usurpatore romano Costantino III, che contese il regno all'imperatore Onorio.
Giuliano era figlio di Costantino e fratello minore di Costante II. Dopo l'acclamazione ad imperatore di Costantino da parte delle truppe romane di stanza in Britannia, l'usurpatore elevò Costante al rango di Cesare e, poco dopo, Giuliano a quello di nobilissimus (408).
Nel 411 l'usurpazione di Costantino ebbe termine con l'assedio e la conquista di Arles da parte di Flavio Costanzo; Giuliano fu catturato assieme al padre, poi i due prigionieri furono inviati in Italia e assassinati. Le loro teste furono messe in mostra a Cartagena, in Spagna.